# Comarca de Ordes
A Comarca de Ordes é uma comarca galega que inclui os seguintes sete concelhos:  Cerzeda, Frades, Messia, Ordes, Oroso, Tordoia e Traço. Limita a Norte com as comarcas de Corunha e Bergantinhos; a Leste, com a de Betanzos; a Sul com a da Santiago e, a Oeste, com a comarca do Xallas.